# All Eyez on Me
All Eyez on Me ist das vierte Studioalbum des US-amerikanischen Rappers Tupac Shakur. Es erschien im Februar 1996 und war das erste Studio-Doppelalbum in der Geschichte des Raps.

## Hintergrund
Die Erstveröffentlichung von All Eyez on Me erfolgte am 13. Februar 1996 bei Death Row Records. Das Album erschien in seiner Originalausführung zeitgleich als CD (Katalognummer: 314-524 204-2) und LP (Katalognummer: DRS1255004) mit 27 Titeln. Es ist das Erste von zwei Alben des Künstlers für Death Row Records, bei dem Labelinhaber Suge Knight als Ausführender Produzent fungierte.
Das Album enthält eine Reihe an Gastbeiträgen von Hip-Hop-Musikern, wie The Outlawz (auf All About You und Thug Passion) und Snoop Dogg (2 of Amerikaz Most Wanted und All About You). Auf dem Album finden sich die Singles 2 of Amerikaz Most Wanted und California Love, letztere erreichte (mit der B-Seite How Do U Want It) ebenso wie das Album Platz eins der US-amerikanischen Charts.

## Titelliste
All Eyez on Me wurde als Doppel-CD beziehungsweise Dreifach-LP veröffentlicht; die erste CD wird als Book 1 (englisch für Buch 1) bezeichnet, die zweite CD als Book 2.

### Book 1
1. Ambitionz Az a Ridah – 4:39
  - Produziert von Dat Nigga Daz
2. All About U (mit Snoop Doggy Dogg, Nate Dogg, Fatal und Yaki Kadafi) – 4:37
  - Produziert von Johnny „J“ & 2Pac
3. Skandalouz (mit Nate Dogg) – 4:09
  - Produziert von Dat Nigga Daz
4. Got My Mind Made Up (mit Dat Nigga Daz, Kurupt, Redman und Method Man) – 5:13
  - Produziert von Dat Nigga Daz
5. How Do U Want It (mit K-Ci & JoJo) – 4:47
  - Produziert von Johnny „J“
6. 2 Of Amerikaz Most Wanted (mit Snoop Doggy Dogg) – 4:07
  - Produziert von Dat Nigga Daz
7. No More Pain – 6:14
  - Produziert von DeVante
8. Heartz of Men – 4:43
  - Produziert von DJ Quik
9. Life Goes On – 5:02
  - Produziert von Johnny „J“
10. Only God Can Judge Me (mit Rappin’ 4-Tay) – 4:57
  - Produziert von Doug Rasheed
11. Tradin’ War Stories (mit Outlawz, C-Bo und Storm) – 5:29
  - Produziert von Mike Mosley & Rick Rock
12. California Love (Remix) (mit Dr. Dre und Roger Troutman) – 6:25
  - Produziert von Dr. Dre
13. I Ain’t Mad at Cha (mit Danny Boy) – 4:53
  - Produziert von Dat Nigga Daz
14. What’z Ya Phone # (mit Danny Boy) – 5:10
  - Produziert von Johnny „J“ & 2Pac

### Book 2
1. Can’t C Me (mit George Clinton) – 5:30
  - Produziert von Dr. Dre
2. Shorty Wanna Be a Thug (mit Jewell) – 3:51
  - Produziert von Johnny „J“
3. Holla at Me – 4:56
  - Produziert von Bobby „Bobcat“ Ervin
4. Wonda Why They Call U Bitch – 4:19
  - Produziert von Johnny „J“
5. When We Ride (mit The Outlawz) – 5:09
  - Produziert von DJ Pooh
6. Thug Passion (mit Jewell, Drameaydal und Storm) – 5:08
  - Produziert von Johnny „J“
7. Picture Me Rollin’ (mit Danny Boy, Syke und CPO) – 5:15
  - Produziert von Johnny „J“
8. Check Out Time (mit Kurupt und Syke) – 4:39
  - Produziert von Johnny „J“
9. Ratha Be Ya Nigga (mit Richie Rich) – 4:14
  - Produziert von Doug Rasheed
10. All Eyez on Me (mit Syke) – 5:08
  - Produziert von Johnny „J“
11. Run tha Streetz (mit Michel’le, Mutha und Storm) – 5:17
  - Produziert von Johnny „J“
12. Ain’t Hard 2 Find (mit E-40, B-Legit, C-Bo und Richie Rich) – 4:29
  - Produziert von Mike Mosley, Rick Rock
13. Heaven Ain’t Hard 2 Find (mit Danny Boy) – 3:58
  - Produziert von QDIII

## Rezeption

### Kritiken
Laura Jamison wertete in der Musikzeitschrift Rolling Stone das Album im Jahr 1996 mit drei von möglichen fünf Bewertungspunkten. Dabei werden die Texte als weniger gelungen kritisiert. Dagegen wird die Musik der Lieder positiv bewertet. Insbesondere die von Dr. Dre produzierten Stücke California Love und Can’t C me werden als beste Beispiele für melodischen Erfindungsreichtum („melodic inventiveness“) hervorgehoben.
Dani Fromm bewertete auf laut.de das Album in der Kolumne Meilensteine rückblickend mit fünf von fünf möglichen Punkten.
Allmusic bezeichnete All Eyez on Me als Tupac Shakurs „magnum opus“.

### Preise
Bei den Grammy Awards 1997 wurde All Eyez on Me in der Kategorie Best Rap Album nominiert, unterlag jedoch The Score von den Fugees.
Die Single zu dem Stück California Love erhielt nach dem Tod von Tupac eine Grammy-Nominierung in der Kategorie Best Rap Performance by a Duo or Group. In der vom Musikmagazin Rolling Stone im Jahr 2004 erstellten Liste der 500 Greatest Songs of All Time belegte California Love den 346. Platz.

## Kommerzieller Erfolg

### Chartplatzierungen
All Eyez on Me erreichte Platz eins der US-amerikanischen Billboard 200. In Deutschland stieg das Album in der 10. Kalenderwoche des Jahres 1996 auf Platz 92 in die Charts ein, konnte sich in den folgenden Wochen allerdings noch bis auf Position 16 verbessern. Insgesamt hielt sich der Tonträger 25 Wochen in den deutschen Top 100. In Schweden erreichte All Eyez on Me Platz fünf und in Frankreich Platz 99 der Albumcharts. Des Weiteren belegte es in den Niederlanden Position elf und in Norwegen Platz 34 der Charts. Sowohl in der Schweiz als auch in Neuseeland war die erfolgreichste Platzierung 15 in den dortigen Charts. Außerdem belegte All Eyez on Me Platz 34 in Belgien.
| ChartsChartplatzierungen       | Höchstplatzierung | Wochen |
| ------------------------------ | ----------------- | ------ |
| Deutschland (GfK)              | 16 (25 Wo.)       | 25     |
| Schweiz (IFPI)                 | 15 (13 Wo.)       | 13     |
| Vereinigte Staaten (Billboard) | 1 (122 Wo.)       | 122    |
| Vereinigtes Königreich (OCC)   | 32 (15 Wo.)       | 15     |

| ChartsJahrescharts (1996) | Platzierung |
| ------------------------- | ----------- |
| Deutschland (GfK)         | 66          |

### Auszeichnungen für Musikverkäufe
Das Album verkaufte sich laut Schallplattenauszeichnungen über 6,3 Millionen Mal, davon alleine in den Vereinigten Staaten über 5,8 Millionen Einheiten.
| Land/Region                  | Auszeichnungen für Musikverkäufe (Land/Region, Auszeichnung, Verkäufe) | Verkäufe  |
| ---------------------------- | ---------------------------------------------------------------------- | --------- |
| Australien (ARIA)            | Gold                                                                   | 35.000    |
| Dänemark (IFPI)              | 2× Platin                                                              | 40.000    |
| Italien (FIMI)               | Gold                                                                   | 25.000    |
| Kanada (MC)                  | Platin                                                                 | 100.000   |
| Neuseeland (RMNZ)            | 3× Platin                                                              | 45.000    |
| Niederlande (NVPI)           | Platin                                                                 | 30.000    |
| Vereinigte Staaten (RIAA)    | Diamant                                                                | 5.800.000 |
| Vereinigtes Königreich (BPI) | Platin                                                                 | 300.000   |
| Insgesamt                    | 2× Gold · 8× Platin · 1× Diamant ·                                     | 6.375.000 |

Hauptartikel: Tupac Shakur/Auszeichnungen für Musikverkäufe